# Kampenhout
Kampenhout és un municipi belga de la província de Brabant Flamenc a la regió de Flandes. Està compost per veïnats de:
| #   | Nom                | Extensió (km²) | Població (21/06/2006) |
| --- | ------------------ | -------------- | --------------------- |
| I   | Kampenhout - Relst | 15,29          | 5.483                 |
| II  | Berg               | 8,89           | 3.247                 |
| III | Buken              | 2,16           | 471                   |
| IV  | Nederokkerzeel     | 7,16           | 1.804                 |

Font: Ajuntament de Kampenhout